# Esterzili
Esterzili (en sardo: Istersìli) es un municipio de Italia de 844 habitantes en la provincia de Cerdeña del Sur, región de Cerdeña. Está situado a 100 km al norte de Cagliari.
Se encuentra a los pies del monte S. Vittoria, cuyo pico ronda los 1.200 m s. n. m.

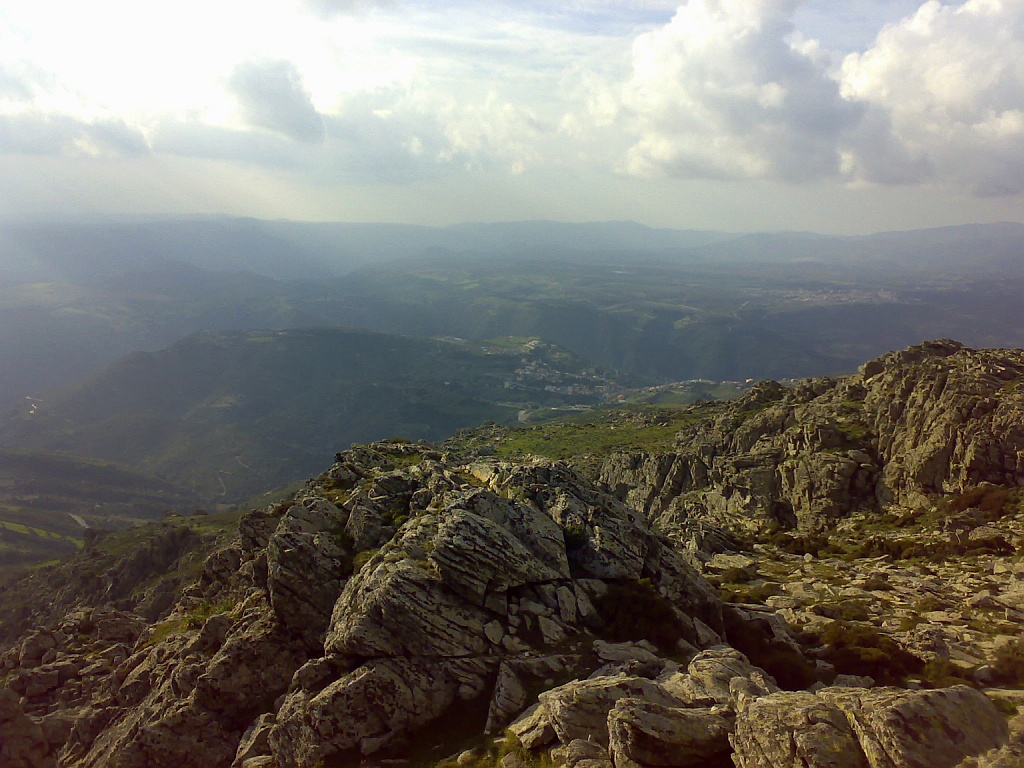
Fotografía tomada desde el monte S. Vittoria, donde se puede divisar el municipio de Esterzili.

## Evolución demográfica
| Gráfica de evolución demográfica de Esterzili entre 1861 y 2001 |
|                                                                 |
| Fuente ISTAT - Elaboración gráfica de Wikipedia                 |